# Arcieparchia di Tripoli dei melchiti
L'arcieparchia di Tripoli dei melchiti (in latino: Archieparchia Tripolitana Graecorum Melkitarum) è una sede della Chiesa cattolica greco-melchita in Libano suffraganea dell'arcieparchia di Tiro. Nel 2022 contava 11.700 battezzati. È retta dall'arcieparca Eduard Daher, B.C.

## Territorio
L'arcieparchia estende la sua giurisdizione sui fedeli melchiti del governatorato del Nord Libano.
Sede arcieparchiale è la città di Tripoli, dove si trova la cattedrale di San Giorgio, edificata nel 1835.
Il territorio è suddiviso in 16 parrocchie.

## Storia
Antica sede, già conosciuta nel IV secolo, fu restaurata il 21 marzo 1897.
Il 28 aprile 1961 cedette una porzione di territorio a vantaggio dell'erezione dell'arcieparchia di Laodicea dei Melchiti.
Il 18 novembre 1964 è stata elevata al rango di arcieparchia.
Nel 1969 il Santo Sinodo melchita decise di accorpare alla sede di Tripoli il distretto di Batrun, che in precedenza faceva parte dell'arcieparchia di Beirut e Jbeil. Da questo momento l'arcieparchia copre per intero il governatorato del Nord Libano.

## Cronotassi dei vescovi
Si omettono i periodi di sede vacante non superiori ai 2 anni o non storicamente accertati.
- Joseph Dumáni, B.S. † (21 marzo 1897 - 4 dicembre 1922 deceduto)
- Joseph Kallas † (4 aprile 1923 - 9 dicembre 1960 deceduto)
- Augustin Farah † (7 marzo 1961 - 25 agosto 1977 nominato arcieparca di Zahleh e Furzol)
- Elias Nijmé, B.A. † (7 febbraio 1978 - 5 agosto 1995 ritirato)
- George Riashi, B.C. † (28 luglio 1995 - 3 marzo 2010 ritirato)
  - Sede vacante (2010-2013)
- Eduard Daher, B.C., dal 9 luglio 2013

## Statistiche
L'arcieparchia nel 2022 contava 11.700 battezzati.
| anno | popolazione | popolazione | popolazione | presbiteri | presbiteri | presbiteri | presbiteri                | diaconi | religiosi | religiosi | parrocchie |
| anno | battezzati  | totale      | %           | numero     | secolari   | regolari   | battezzati per presbitero | diaconi | uomini    | donne     | parrocchie |
| ---- | ----------- | ----------- | ----------- | ---------- | ---------- | ---------- | ------------------------- | ------- | --------- | --------- | ---------- |
| 1950 | 8.000       | 226.659     | 3,5         | 18         | 13         | 5          | 444                       |         |           |           | 19         |
| 1970 | 135.000     | 425.000     | 31,8        | 8          | 6          | 2          | 16.875                    |         | 2         | 16        | 11         |
| 1980 | 6.250       | ?           | ?           | 7          | 7          |            | 892                       |         |           | 15        | 12         |
| 1990 | 7.000       | ?           | ?           | 12         | 11         | 1          | 583                       |         | 1         | 19        | 11         |
| 1998 | 7.000       | ?           | ?           | 9          | 8          | 1          | 777                       |         | 1         | 14        | 11         |
| 2002 | 10.000      | ?           | ?           | 6          | 6          |            | 1.666                     |         |           |           | 15         |
| 2003 | 10.000      | ?           | ?           | 6          | 6          |            | 1.666                     |         |           | 17        | 15         |
| 2004 | 10.000      | ?           | ?           | 6          | 6          |            | 1.666                     |         |           | 17        | 15         |
| 2009 | 10.000      | ?           | ?           | 7          | 7          |            | 1.428                     |         |           | 17        | 15         |
| 2010 | 10.000      | ?           | ?           | 6          | 6          |            | 1.666                     |         |           | 17        | 15         |
| 2012 | 10.000      | ?           | ?           | 7          | 7          |            | 1.428                     |         |           | 11        | 13         |
| 2017 | 10.000      | ?           | ?           | 7          | 7          |            | 1.428                     |         |           | 11        | 13         |
| 2020 | 10.000      | ?           | ?           | 7          | 7          |            | 1.428                     |         |           | 11        | 13         |
| 2022 | 11.700      | ?           | ?           | 12         | 12         |            | 975                       |         |           | 2         | 16         |